# Panellínion
Le Panellínion (grec moderne : Πανελλήνιον) est le conseil gouvernemental créé par Ioánnis Kapodístrias le 23 avril 1828 en remplacement du Sénat prévu par la constitution votée lors de l'Assemblée nationale de Trézène. L'Assemblée nationale d'Argos le remplaça à nouveau par un Sénat. Il aurait été nommé en référence au Panhellénion instauré par l'empereur Hadrien au IIe siècle.
L'Assemblée nationale de Trézène avait conçu un Sénat sur le modèle américain, renouvelé par tiers chaque année, afin d'être plus stable que les assemblées précédentes. Le gouvernement serait responsable devant celui-ci et le Président ne pourrait exercer qu'un veto suspensif.
Dès son arrivée en Grèce en janvier 1828, Ioánnis Kapodístrias avait obtenu les pleins-pouvoirs et la suspension de la constitution. Le Bouleutikó fut immédiatement remplacé par le Panellínion dont les 27 membres furent nommés par le président (et non élus). La composition était censée refléter la diversité politique du pays. Les 27 membres étaient répartis en trois commissions (Finance, Intérieur et Guerre). Le Panellínion était présidé par un secrétaire d'État, Spiridon Trikoupis.
Le Panellínion n'aurait dû être que transitoire en attendant des élections qui auraient dû être rapidement convoquées. Il fallut attendre 18 mois. Le Panellínion ne fut remplacé par le Sénat que par l'Assemblée nationale d'Argos.

## Membres
Président : Spiridon Trikoupis
- Geórgios Koundouriótis (Finances)
- Ioannis Kolettis (Guerre)
- Pétros Mavromichális (Guerre)
- Viáros Kapodístrias
- Geórgios Sisínis
- Andréas Metaxás (Guerre)
- Andréas Zaïmis (Intérieur)
- Lykoúrgos Logothétis
- Aléxandros Mavrokordátos
- Geórgios Psýllas (Intérieur)
- Aléxandros Kontóstavlos
- Geórgios Stóvros
- Nikólaos Spiliádis (Finances)
- Ioánnis Gennatás
- Christódoulos Klonáris (Guerre)
- Tátis Maggínas
- Nikólaos Reniéris
- Andréas Kalamogdártis
- Rígas Palamídis
- Pános Rángos
- Konstantínos Zográphos (Guerre)
- Christódoulos Ainián (Intérieur)
- A. Papadópoulos (Finances)
- Sp. Papadópoulos
- N. Ch. I. Méxis
- Ap. N. Apostólis